# アチアラの秘密
『アチアラの秘密』（アチアラのひみつ、原題：마을 – 아치아라의 비밀〈マウル アチアラエ ピミル〉）は、2015年10月7日から2015年12月3日までSBSで放送された韓国のテレビドラマである。  主演はムン・グニョンとユク・ソンジェ。

## あらすじ
幼いとき交通事故ですべての家族を失い、カナダで母方の祖母の手で育ったソユンは母方の祖母の遺品を整理していたとき「アチアラ」から送られた新聞記事を見ることになる。その記事ではソユン自身が死んだことになっている。韓国に戻るために仕事を探していたソユンはアチアラが地名という事実を知ることになり、そこにあるヘウォン中学高等学校の英語教師として来ることになる。アチアラは表面的には犯罪の無い平和な村だが、密かに地中に埋葬された死体が偶然に発見され、いくつかの事件が立て続けに発生すると同時に、徐々に隠された秘密が一つずつ明らかになるようになる。

## 出演

### 主要人物
ハン・ソユン：ムン・グニョン
幼いころに交通事故で両親と姉を亡くす。カナダ出身でヘウォン中学・高校の英語教師。
パク・ウジェ：ユク・ソンジェ（BTOB)
アチアラ交番に勤務する心優しい警察官。
ソ・ギヒョン：オン・ジュワン
ヘウォン中学・高校の理事長。
ユン・ジソク：シン・ウンギョン
ギヒョンの継母。ヘウォンギャラリーの館長。
キム・へジン：チャン・ヒジン
美術塾講師。チャングォンの愛人。

### その他キャスト
ソ・チャングォン：チョン・ソンモ
ユン・ジソクの夫。アチアラで絶対的な権力を持つヘウォン鉄鋼の社長。
ソ・ユナ：アン・ソヒョン
ジソクとチャングォンの娘。へジンを慕っていた中学二年生。死んだ人の姿を見ることができる能力を持っている。
バウ：チェ・ウォノン
自閉症患うユナの唯一の友人。
アガシ：チェ・ジェウン
夜女装をして徘徊する謎めいた男。
ガヨン：イ・ヨルム
母に女でひとつで育てられた高校三年生。勉強は苦手で夜遊びが好き。

### カメオ出演
- BTOB[6]

## 視聴率
| Ep.  | 放送日         | 平均オーディエンスシェア | 平均オーディエンスシェア | 平均オーディエンスシェア | 平均オーディエンスシェア | 参考          |
| Ep.  | 放送日         | TNmS評価                 | TNmS評価                 | AGBニールセン            | AGBニールセン            | 参考          |
| Ep.  | 放送日         | 全国                     | ソウル                   | 全国                     | ソウル                   | 参考          |
| ---- | -------------- | ------------------------ | ------------------------ | ------------------------ | ------------------------ | ------------- |
| 1    | 2015年10月7日  | 6.2％                    | 7.5％                    | 6.9％                    | 7.5％                    | [ 7 ] [ 8 ]   |
| 2    | 2015年10月8日  | 6.1％                    | 6.9％                    | 5.9％                    | 6.1％                    | [ 9 ] [ 10 ]  |
| 3    | 2015年10月14日 | 7.0％                    | 8.1％                    | 7.1％                    | 7.8％                    | [ 11 ]        |
| 4    | 2015年10月15日 | 5.5％                    | 6.5％                    | 5.2％                    | 5.9％                    |               |
| 5    | 2015年10月21日 | 4.6％                    | 7.2％                    | 5.1％                    | 5.5％                    | [ 12 ]        |
| 6    | 2015年10月22日 | 5.7％                    | 7.3％                    | 5.2％                    | 5.6％                    | [ 13 ]        |
| 7    | 2015年10月28日 | 4.7％                    | 5.7％                    | 4.8％                    | 5.4％                    | [ 14 ] [ 15 ] |
| 8    | 2015年10月29日 | 5.8％                    | 7.7％                    | 7.0％                    | 8.1％                    | [ 16 ]        |
| 9    | 2015年11月4日  | 4.8％                    | 5.8％                    | 4.9％                    | 5.7％                    | [ 17 ]        |
| 10   | 2015年11月5日  | 5.1％                    | 6.0％                    | 5.4％                    | 5.9％                    | [ 18 ]        |
| 11   | 2015年11月12日 | 7.4％                    | 8.2％                    | 6.3％                    | 6.7％                    | [ 19 ]        |
| 12   | 2015年11月18日 | 4.5％                    | –                        | 5.7％                    | 6.3％                    | [ 20 ]        |
| 13   | 2015年11月19日 | 4.4％                    | 5.4％                    | 5.9％                    | 6.3％                    | [ 21 ]        |
| 14   | 2015年11月25日 | 4.6％                    | 6.0％                    | 5.5％                    | 5.8％                    | [ 22 ]        |
| 15   | 2015年12月2日  | 4.3％                    | 4.9％                    | 6.8％                    | 8.2％                    | [ 23 ]        |
| 16   | 2015年12月3日  | 6.1％                    | 7.2％                    | 7.6％                    | 9.0％                    | [ 24 ]        |
| 平均 | 平均           | 5.5％                    | 6.5％                    | 5.9％                    | 6.3％                    |               |

## 賞とノミネート
| 年   | 賞                | カテゴリー       | 受信者           | 結果       | 参考   |
| ---- | ----------------- | ---------------- | ---------------- | ---------- | ------ |
| 2015 | 第23回SBS演技大賞 | 優秀女優賞       | ムン・グニョン   | 受賞       |        |
| 2015 | 第23回SBS演技大賞 | 優秀女優賞       | シン・ウンギョン | ノミネート |        |
| 2015 | 第23回SBS演技大賞 | トップ10スター賞 | ムン・グニョン   | 受賞       |        |
| 2015 | 第23回SBS演技大賞 | 特別女優賞       | チャン・ソヨン   | ノミネート |        |
| 2015 | 第23回SBS演技大賞 | 新星賞           | ソンジェ         | 受賞       | [ 25 ] |
| 2015 | 第23回SBS演技大賞 | 新星賞           | イ・ヨルム       | 受賞       |        |

## 日本での放送

### 放送局
- 2016年3月28日（KNTV）

### 配信・レンタル
- U-NEXT
- GYAO!
- dTV
- FODプレミアム
- TSUTAYA TV

## 国際放送
- Malaysia – It aired on ONE TV ASIA between October 8, 2015 to December 4, 2015. Each episode aired within 24 hours after the original South Korean broadcast with a variety of subtitles.[26]
- Singapore – It aired on ONE TV ASIA between October 8, 2015 to December 4, 2015. Each episode aired within 24 hours after the original South Korean broadcast with a variety of subtitles.
- Indonesia – It aired on ONE TV ASIA between October 8, 2015 to December 4, 2015. Each episode aired within 24 hours after the original South Korean broadcast with a variety of subtitles.

## ノート
- 2015年11月11日に予定されていた11話は、野球の試合のため放送休止[27]。
- 2015年11月26日に予定されていた15話は、第36回青龍映画賞ために放送休止[28]。
- ウジェ役として出演したユク・ソンジェがロケ地だった全北大学病院を訪れ、困難な患者たちに使ってほしいと「アチアラの秘密」の制作陣を代表して300万ウォン(約30万円)を寄付した[29]。